# Gervane Kastaneer
Gervane Kastaneer (* 9. Juni 1996 in Rotterdam) ist ein niederländischer Fußballspieler. Er spielt auf der Position eines Stürmers.

## Karriere

### Verein
Kastaneer trat in seiner Kindheit IJVV De Zwervers bei und wechselte 2005 in die Jugendakademie von Feyenoord Rotterdam. 2007 ging er zum FC Dordrecht. Am 5. April 2013 gab er bei der 1:2-Niederlage am 30. Spieltag der zweiten Liga gegen Sparta Rotterdam mit seiner Einwechslung drei Minuten vor Spielende sein Profidebüt. Kastaneer kam im regulären Spielbetrieb, in dem der FC Dordrecht den neunten Platz belegte, zu drei Einsätzen; in den Play-off-Spielen, in denen man an Go Ahead Eagles Deventer scheiterte, kam er zu einem Einsatz. Zur Saison 2013/14 wechselte er in die Eredivisie zu ADO Den Haag. Am 4. Februar 2015 gab er mit seiner Einwechslung vier Minuten vor Spielende beim 2:0-Sieg am 21. Spieltag der Saison 2014/15 gegen den FC Twente sein Debüt in der Eredivisie. Am 12. April 2015 erzielte er beim 2:0-Sieg am 30. Spieltag gegen den FC Utrecht mit dem zweiten Treffer in der 85. Minute sein erstes Tor in der niederländischen Erstklassigkeit. Kastaneer kam zu acht Einsätzen in der Eredivisie in der Saison 2014/15. Zur Winterpause der Saison 2015/16 wurde er an den FC Eindhoven verliehen. Kastaneer kam zu 14 Einsätzen im regulären Punktspielbetrieb in der zweiten Liga und zu zwei Einsätzen in den Play-offs, in denen die Eindhovener an NAC Breda scheiterten. Zur Saison 2016/17 kehrte er zu ADO Den Haag zurück.
Am 6. Juli 2017 wechselte Kastaneer nach Deutschland zum Zweitligisten 1. FC Kaiserslautern und unterschrieb einen Dreijahresvertrag. Für den 1. FC Kaiserslautern kam er in der 2. Bundesliga zu zehn Einsätzen und stieg mit dem Verein zum Saisonende ab. 
Im Sommer 2018 wechselte er ablösefrei wieder in die Niederlande und schloss sich für zwei Jahre NAC Breda an. Nach einem Jahr verließ er den Verein vorzeitig in Richtung Coventry City. Dieser verlieh ihn im Januar 2020 an Heart of Midlothian.

### Nationalmannschaft
Kastaneer spielte zweimal für die niederländische U-19-Nationalmannschaft und elfmal (zwei Tore) für die U-20-Nationalmannschaft.
Am 15. November 2016 debütierte er beim 1:1 im Testspiel in Doetinchem gegen Portugal für die niederländische U-21-Nationalmannschaft.

## Erfolge
Persib Bandung
- Indonesischer Meister: 2024/25